# Merismatium coccisporum
Merismatium coccisporum är en lavart som först beskrevs av Norman, och fick sitt nu gällande namn av Léon Vouaux. Merismatium coccisporum ingår i släktet Merismatium, och familjen Verrucariaceae. Arten är reproducerande i Sverige.